# 落合知也
落合 知也（おちあい ともや、1987年〈昭和62年〉6月18日 - ）は、日本のプロバスケットボール選手。東京都出身。ポジションはフォワード、センター。B3リーグのしながわシティバスケットボールクラブ及びSHINAGAWA CITY.EXE所属。3x3男子日本代表。
3x3国内個人ランキングの自己最高は1位。
姉はファッションモデルの砂央里。

## 来歴
小学3年生の時、友人に誘われバスケットボールを始める。
土浦日本大学高等学校を卒業し、法政大学では2007年インカレで準優勝を経験した。
U-24バスケットボール男子日本代表候補にも選出され、プロチームからもオファーがあったが、大学卒業後は競技から離れ、モデルを目指して活動していた。

### 3x3選手として
モデル活動中、知人に誘われてストリートボールチーム「UNDERDOG」に加入し、競技を再開。以後、活動の主軸は3x3に置いている。
2010年、『Somecity』、『ALLDAY』ともに優勝。『AND1STREET2ELITE』にて、憧れだった選手デニス・ロッドマンとマッチアップをした。
2011年、ウラジオストクで行われた『3x3 Pacific Open』に出場。上海で行われた3on3のイベント『LIGHT CITY LEAGUE』出場。『Somecity』、『ALLDAY』優勝。
2012年、パリで行なわれたストリートボールの世界大会『QUAI54』に出場。ウラジオストクで『3x3 Pacific Open』に出場。『ALLDAY』優勝。
2013年、『RED BULL KING OF THE ROCK JAPAN FINAL』準優勝。3x3の国際大会『FIBA 3x3ワールドツアーマスターズ東京大会』で2位。同ファイナルで8位、FIBAオールスター選出。国内では『3x3 TOURNAMENT.EXE FINAL』で2位。
2014年、新規創設された国内リーグ、『3x3 PREMIER.EXE』には「GREEDYDOG.EXE」のメンバーとして出場。『3x3 TOURNAMENT.EXE名古屋大会』で優勝して8月に出場した『FIBA 3x3ワールドツアーマスターズ北京大会』で3位。台湾で行われた世界大会へ日本代表として出場した。
2015年、『3x3.EXE PREMIER』で優勝し、MVPを受賞。
2019年、「TOKYO DIME」に移籍。
2022年4月、越谷アルファーズが立ち上げたALPHAS.3x3に移籍。
2025年1月、しながわシティが立ち上げたSHINAGAWA CITY.EXEの選手兼球団社長に就任。

### 3人制日本代表歴
2014年6月、3x3男子日本代表に選出され、第2回FIBA 3x3世界選手権に出場。
2016年FIBA3x3ワールドカップでは、ロシアと中国を破って初めて1大会2勝をあげた。
2018年、FIBAアジア3x3カップで日本男子初の銅メダルを獲得。
2021年、東京オリンピック3x3日本代表に選出される。予選リーグを突破し、準々決勝まで進出した。

### 大塚商会アルファーズ時代（2013-16）
2013-14シーズン、NBDLの大塚商会アルファーズに入団。
2015-16シーズンにはベスト5に選出された。

### リンク栃木ブレックス時代（2016-18）
2016-17シーズン。
B1・リンク栃木ブレックスに移籍。2016-17シーズン優勝メンバーとなる。

### 二度目の大塚商会越谷アルファーズ/越谷アルファーズ時代（2018-23）
2018-19シーズン、B3・大塚商会越谷アルファーズ（現越谷アルファーズ）に復帰。
2022-23シーズン途中の2023年3月、3x3に専念するため越谷を退団した。

### しながわシティ時代（2024-）
2024年7月、1年の5人制無所属期間を経て、しながわシティに加入した。
2025年2月8日の新潟戦でキャリア通算1500リバウンドを達成した。
同年3月1日の東京U戦でキャリア通算500アシストを達成し、3月8日の立川戦ではキャリア通算2500得点を達成した。2024-25シーズンは51試合出場、4試合先発、20.98分、5.59得点、2.94リバウンド（B3日本人3位）、1.51アシスト、0.22スティール、0.18ブロックシュート、3P34.9％を記録した。

## 記録
| シーズン     | チーム   | GP | GS | MPG   | FG%   | 3P%   | FT%   | RPG  | APG  | SPG  | BPG  | TO   | PPG   |
| ------------ | -------- | -- | -- | ----- | ----- | ----- | ----- | ---- | ---- | ---- | ---- | ---- | ----- |
| NBDL 2013-14 | 大塚商会 | 32 | 21 | 29.38 | 41.0% | 18.2% | 64.0% | 8.03 | 1.19 | 0.34 | 0.16 | 1.13 | 10.28 |
| NBDL 2014-15 | 大塚商会 | 31 | 25 | 29.32 | 43.2% | 25.0% | 74.1% | 7.52 | 2.10 | 0.29 | 0.06 | 1.26 | 12.00 |
| NBDL 2015-16 | 大塚商会 | 35 | 34 | 29.54 | 43.5% | 32.8% | 78.6% | 7.80 | 2.14 | 0.49 | 0.20 | 1.40 | 11.54 |
| B1 2016-17   | 栃木     | 4  | 0  | 2.00  | 0.0%  | 0.0%  | 0.0%  | 0.50 | 0.00 | 0.00 | 0.00 | 0.00 | 0.00  |
| B1 2017-18   | 栃木     | 24 | 0  | 2.88  | 23.8% | 40.0% | 75.0% | 0.25 | 0.13 | 0.00 | 0.00 | 0.04 | 0.63  |
| B2 2018-19   | 越谷     | 46 | 13 | 16.48 | 45.7% | 35.3% | 66.3% | 2.93 | 1.20 | 0.22 | 0.09 | 0.67 | 6.41  |
| B2 2019-20   | 越谷     | 36 | 24 | 24.78 | 43.4% | 36.5% | 68.3% | 4.58 | 2.39 | 0.25 | 0.06 | 1.33 | 8.75  |
| B2 2020-21   | 越谷     | 55 | 11 | 19.71 | 40.2% | 33.3% | 70.9% | 3.25 | 1.35 | 0.18 | 0.04 | 0.67 | 5.73  |
| B2 2021-22   | 越谷     | 45 | 4  | 13.11 | 36.4% | 32.9% | 63.2% | 2.58 | 0.82 | 0.13 | 0.11 | 0.58 | 4.44  |
| B2 2022-23   | 越谷     | 36 | 0  | 6.17  | 32.3% | 23.8% | 80.0% | 1.22 | 0.25 | 0.06 | 0.03 | 0.31 | 1.64  |
| B3 2024-25   | 品川     | 51 | 4  | 20.98 | 37.6% | 34.9% | 70.7% | 2.94 | 1.51 | 0.22 | 0.18 | 0.84 | 5.59  |

## 人物
大学卒業後、3年間モデルを目指しながら社長の運転手、イタリアンやスペイン料理屋のウェイター、携帯電話の営業マンを経て、25歳でプロバスケットボール選手となった。目標にしている人はイチロー。大切にしている言葉は「唯一無二」。好きな音楽はヒップホップ。
バスケットボール選手としてのプレースタイルは、外国籍選手2人と同時にコートに立つ、いわゆる3ビッグのラインアップで、ディフェンスでは外国籍選手にマッチアップし、オフェンスでは日本人選手に対してミスマッチを生かしたポストアップで起点となる。